# Локтионов, Анатолий Владимирович
Анатолий Владимирович Локтионов (17 августа 1985, Мурманск) — российский биатлонист, чемпион и призёр чемпионатов России. Мастер спорта России по биатлону и лыжным гонкам (2010).

## Биография
Представляет СДЮСШОР по зимним видам спорта г. Мурманска, спортивное общество «Динамо» и Мурманскую область. Тренер — Сергей Леонидович Назаренков.
В 2010 году стал абсолютным чемпионом соревнований «Праздник Севера» в Мурманске, заняв второе место в спринте и выиграв гонку преследования.
В сезоне 2010/11 стал чемпионом России в индивидуальной гонке. В 2007 году был серебряным призёром чемпионата страны в командной гонке в составе сборной Мурманской области.
В августе 2016 года, в день своего рождения, попал в ДТП во время велосипедной тренировки, получил сотрясение мозга и переломы, спустя две недели выписан из реанимации.
Окончил Мурманский государственный педагогический университет.